# 한국가스공사
한국가스공사(韓國가스公社, Korea Gas Corporation, KOGAS)는 제2차 석유파동이 발생 후 석유에 크게 의존하던 에너지 수급문제를 해소하기 위한 연료 수입의 다변화정책과 천연가스의 공급을 통한 국민생활의 편익 증진 및 복리 향상을 위하여 1983년 8월에 설립된 시장형 공기업이며, 천연가스의 제조, 공급 및 그 부산물의 정제, 판매, 생산기지와 전국적인 가스공급망의 건설, 운영, 천연가스와 액화석유가스의 개발 등을 담당한다. 본사는 대구광역시 동구 첨단로 120 (신서동)에 있다.
2014년 9월 30일 대구광역시 동구 신서혁신도시로 본사를 이전하여 2014년 10월 1일부터 업무를 시작하였다. 본사 남쪽에는 수소 충전소가 있다.

## 주요 사업
- 도시가스의 제조/공급과 부산물 정제/판매
- 천연가스의 인수기지 및 공급망 건설/운영
- 천연가스의 개발, 수송 및 수출입
- 액화석유가스의 개발 및 수출입
- 천연가스 또는 그 부산물을 이용한 신/재생에너지, 청정합성 연료 및 기후친화사업
- 국가 또는 지방정부로부터 위탁받은 사업
- 도시가스 관련 사업에 대한 연구/기술개발 및 부대사업
- 석유자원의 탐사/개발 사업 및 관련 사업
- 위 사업들과 관련된 해외사업

## 연혁
- 한국전력공사, 액화천연가스 사용에 대한 타당성 조사용역(1979.06. 대우엔지니어링)
- 경제장관협의회, LNG 도입에 관한 기본방침 의결(1980.10.)
- 경제장관협의회, LNG 사업 기본계획 의결(1981.04.)
- 동력자원부, LNG 사업 기본계획 확정(1981.06.)
- 한국전력공사, LNG 사업본부 발족(發足)(1981.06.)
- 한국가스공사법 공포(1982.12.)
- 한국가스공사법 시행령 공포(1983.05.)
- 한국가스공사 정관 인가 및 설립 공고(1983.08.)
- 국내 최초 액화천연가스(LNG) 도입(1986.10.)
- 발전용 천연가스 공급개시(1986.11.)
- 수도권 도시가스 공급개시(1987.02.)
- 증권거래소 상장(1999.12.)
- 공공기관의 운영에 관한 법률에 따라 『시장형 공기업』 지정(2007.04.)

## 역대 사장
- 최연식 (1983.08.~1985.03.): 육사 11기, 포병사령관, 육사교장, 한전 부사장
- 문희성 (1985.03.~1991.03.): 조선전업, 한전 기술부 원자력기획과장, 한전 고리원자력본부장, 한전 이사, 한전 부사장
- 이경식 (1991.03.~1993.02.): 한국은행, 경제기획원 사무관, 경제기획원 재정금융과장, 경제기획원 기획국장, 대통령 비서실장 보좌관, 청와대 경제 제1수석비서관, 체신부 차관
- 박청부 (1993.03.~1994.12.): 행정고시 4회, 경제기획원 기획관리실장, 경제기획원 예산실장, 보건사회부 차관
- 한갑수 (1994.12.~2000.08.): 제10대 고등고시 행정과, 영동경찰서장, 영천경찰서장, 전국버스연합회 이사, 농수산부 유통경제국장, 제10대 국회의원(나주, 광산 무소속), 환경처 차관, 경제기획원 차관, 남북경제공동위 남측위원장
- 김명규 (2000.09.~2003.05.): 명보유통 사장, 명보기업 사장, 인천 YMCA 이사장, 제14대 국회의원(전남 동광양시 광양군 민주), 제15대 국회의원(전남 광양시 국민회의), 김대중 민주당 총재 특보
- 오강현 (2003.09.~2005.03.): 행정고시 9회, 산업자원부 차관보, 특허청장, 한국기술거래소 사장, 강원랜드 사장
- 이수호 (2005.11.~2008.05.): LG상사 부사장 대표이사 사장 부회장
- 주강수 (2008.09.~2013.05.): 캐나다 캠벌광산 소장, 현대종합상사 전무, 현대자원개발 대표이사 부사장, 대한광업진흥공사 암바토비사업팀 고문
- 장석효 (2013.07.~2015.01.): 한국가스공사 공채 1기, 동사 수급계획부장, 동사 자원사업본부장, 통영예선 대표이사
- 이승훈 (2015.07.~2017.07.): 서울대 경제학부 교수, 전력산업연구회 이사장, 녹색성장위원회 민간위원장
- 정승일 (2018.01.~2018.09.): 행정고시 제33회, 지식경제부 에너지산업정책관 국장, 산업통상자원부 무역투자실장, 산업통상자원부 에너지자원실장
- 채희봉 (2019.07.~2022.07): 행정고시 제32회, 지식경제부 가스산업과 과장, 지식경제부 에너지자원정책과 과장, 산업통상자원부 에너지자원실 실장, 대통령비서실 산업정책비서관실 산업정책비서관
- 최연혜 (2022.12.~): 한국철도공사 사장, 제20대 국회의원(비례대표, 새누리당)

## 조직
- 7본부 25처(실,원) 13사업소(기지본부, 지역본부) (2019.10월 기준)

### 사장
- 홍보실
- 비서실
- 전략기획본부
  - 전략경영처
  - 혁신경영처

#### 경영관리부사장
- 경영협력처

##### 경영지원본부
- 경영지원처
- 인사노무처
- 재무처

##### 도입영업본부
- 영업처
- 도입처

##### 해외사업본부
- 사업운영처
- 사업개발처
- 자원기술처

#### 안전기술부사장
- 안전품질처
- 중앙통제처
- 통합보안처
- 비상계획실

##### 생산본부
- 생산운영처
- 생산건설처
- 평택기지본부
- 인천기지본부
- 통영기지본부
- 삼척기지본부

##### 공급본부
- 공급운영처
- 공급건설처
- 서울지역본부
- 인천지역본부
- 경기지역본부
- 강원지역본부
- 대전·충청지역본부
- 전북지역본부
- 광주·전남지역본부
- 대구·경북지역본부
- 부산·경남지역본부

##### 기술사업본부
- 기술개발처
- 신성장사업처
- 해외인프라사업처
- 가스연구원

##### 상임감사
- 감사실

## 생산 현황

### 평택생산기지
- 운전개시: 1986년 11월
- 부지면적: 40.3만평
- 저장탱크(2018.6월 기준): 10만㎘급 x 10기, 14만㎘급 × 4기, 20만㎘급 × 9기
- 부두설비: 75천톤급 1선좌 1식, 127천톤급 1선좌 1식
- 최대송출능력: 3,376T/H

### 인천생산기지
- 운전개시: 1996년 10월
- 부지면적: 41.8만평
- 저장탱크(2018.6월 기준): 10만㎘급 x 10기, 14만㎘급 x 2기(지중식), 20만㎘급 x 8기(지중식)
- 부두설비: 75천톤급 1선좌 1식, 127천톤급 1선좌 1식
- 최대송출능력: 3,690T/H
- 특징 : 세계 최대의 규모

### 통영생산기지
- 운전개시: 2002년 9월
- 부지면적: 34만평
- 저장탱크(2018.6월 기준): 14만㎘급 x 13기, 20만㎘급 x 4기
- 부두설비: 75천톤급 1선좌 1식, 127천톤급 1선좌 1식
- 최대송출능력: 1,530T/H

### 삼척생산기지
- 운전개시: 2014년 7월
- 부지면적: 26.4만평
- 저장탱크(2018.6월 기준): 20만㎘급 x 9기, 27만㎘급 x 3기
- 부두설비: 127천톤급 1선좌 1식
- 최대송출능력: 1,320T/H

### 제주생산기지
- 운전개시: 2019년 10월[2]
- 부지면적: 2.26만평
- 저장탱크(2019.10월 기준): 4만5000㎘급 LNG 저장탱크 x 2기
- 부두설비: 접안설비 2선좌
- 최대송출능력: 60 T/H

### 제5 LNG 생산기지(당진 석문산업단지)
- 진행: 기재부 예타조사 통과. 1단계 건설계획 가스公 이사회 승인(2019.11)
- 운전개시: 2025년 예정 (1단계 : 20만킬로리터(㎘)급 액화천연가스(LNG) 저장탱크 4기와 LNG 하역설비 1선좌, 기화송출설비 등)
- 부지면적: 89만㎡ 부지[3]
- 저장탱크: 20만㎘급 저장탱크 10기 건설 목표(LNG 저장탱크 4기 2025년까지 준공, 2027년 2기, 2029년 2기, 2031년 2기 순으로 준공 예정)
- 부두설비: 미정
- 최대생산능력: 미정
- 특징: 제12~13차 장기 천연가스 수급계획에서 제시한 제5기지 민간참여 형태를 '임차방식'으로 확정

## 사건/사고
정의당 김재남 의원에 따르면 이라크의 4개 사업(주바이르, 바드라, 아카스, 만수리아(Mansuriya))에 현재까지 총 11억2,200만달러 가량이 투자됐으며 최소 3,000억원대 손실이 예상되고 있는 상황이다. 그리고 이들 중 아카스와 만수리아 유전은 알 카에다 본거지로 투자 이전부터 커다란 위험이 예상되던 지역이기 때문에 투자에 대한 책임 문제가 불거졌다.

## 같이 보기
- 한국가스기술공사
- 한국가스안전공사
- 한국석유공사
- 대구 한국가스공사 페가수스